# Giro della Toscana 2016
Il Giro della Toscana - Memorial Alfredo Martini 2016, ottantottesima edizione della corsa, prima disputatasi con il formato di corsa a tappe, valida come evento dell'UCI Europe Tour 2016 e della Coppa Italia 2016 categoria 2.1., si svolse in due tappe dal 20 al 21 settembre 2016 su un percorso di 360 km, con partenza da Arezzo ed arrivo a Pontedera, in Italia. La vittoria fu appannaggio dell'italiano Daniele Bennati, il quale completò il percorso in 8h53'03", alla media di 40,52 km/h, precedendo i connazionali Sonny Colbrelli e Giovanni Visconti.
Sul traguardo di Pontedera 103 ciclisti, su 128 partiti da Arezzo, portarono a termine la competizione.

## Tappe
| Tappa  | Data         | Percorso                      | km    | Vincitore di tappa | Leader cl. generale |
| ------ | ------------ | ----------------------------- | ----- | ------------------ | ------------------- |
| 1ª     | 20 settembre | Arezzo > Montecatini Terme    | 174,4 | Giovanni Visconti  | Giovanni Visconti   |
| 2ª     | 21 settembre | Montecatini Terme > Pontedera | 185,3 | Sam Bennett        | Daniele Bennati     |
| Totale | Totale       | Totale                        | 360   |                    |                     |

## Squadre e corridori partecipanti
| N.    | Cod. | Squadra                     |
| ----- | ---- | --------------------------- |
| 1-8   | ITA  | Italia                      |
| 11-18 | AST  | Astana Pro Team             |
| 31-38 | MOV  | Movistar Team               |
| 41-48 | DDD  | Team Dimension Data         |
| 51-58 | AND  | Androni Giocattoli-Sidermec |
| 61-68 | BAR  | Bardiani CSF                |
| 71-78 | BOA  | Bora-Argon 18               |
| 81-88 | CJR  | Caja Rural-Seguros RGA      |

| N.      | Cod. | Squadra                     |
| ------- | ---- | --------------------------- |
| 91-98   | CCC  | CCC Sprandi Polkowice       |
| 101-108 | FVC  | Fortuneo-Vital Concept      |
| 111-118 | GAZ  | Gazprom-RusVelo             |
| 121-128 | NIP  | Nippo-Vini Fantini          |
| 131-138 | TNN  | Team Novo Nordisk           |
| 141-148 | TSV  | Topsport Vlaanderen-Baloise |
| 151-158 | WIL  | Wilier Triestina-Southeast  |
| 161-168 | ROT  | Team Roth                   |

## Dettagli delle tappe

### 1ª tappa
- 20 settembre: Arezzo > Montecatini Terme – 174,4 km

Risultati
| Pos. | Corridore         | Squadra  | Tempo    |
| ---- | ----------------- | -------- | -------- |
| 1    | Giovanni Visconti | Movistar | 4h16'20" |
| 2    | Sonny Colbrelli   | Bardiani | s.t.     |
| 3    | Daniele Bennati   | Italia   | s.t.     |

| Pos. | Corridore         | Squadra  | Tempo    |
| ---- | ----------------- | -------- | -------- |
| 1    | Giovanni Visconti | Movistar | 4h16'20" |
| 2    | Sonny Colbrelli   | Bardiani | s.t.     |
| 3    | Daniele Bennati   | Italia   | s.t.     |

### 2ª tappa
- 21 settembre: Montecatini Terme > Pontedera – 185,3 km

Risultati
| Pos. | Corridore       | Squadra   | Tempo    |
| ---- | --------------- | --------- | -------- |
| 1    | Sam Bennett     | Bora      | 4h36'43" |
| 2    | Mark Cavendish  | Dimension | s.t.     |
| 3    | Daniele Bennati | Italia    | s.t.     |

| Pos. | Corridore         | Squadra  | Tempo    |
| ---- | ----------------- | -------- | -------- |
| 1    | Daniele Bennati   | Italia   | 8h53'03" |
| 2    | Sonny Colbrelli   | Bardiani | s.t.     |
| 3    | Giovanni Visconti | Movistar | s.t.     |

## Evoluzione delle classifiche
| Tappa              | Vincitore          | Classifica generale Maglia bianca | Classifica a punti | Classifica giovani |
| ------------------ | ------------------ | --------------------------------- | ------------------ | ------------------ |
| 1ª                 | Giovanni Visconti  | Giovanni Visconti                 | Giovanni Visconti  | Colin Stüssi       |
| 2ª                 | Sam Bennett        | Daniele Bennati                   | Sam Bennett        | Colin Stüssi       |
| Classifiche finali | Classifiche finali | Daniele Bennati                   | Sam Bennett        | Colin Stüssi       |

## Classifiche finali

### Classifica generale - Maglia bianca
| Pos. | Corridore           | Squadra   | Tempo    |
| ---- | ------------------- | --------- | -------- |
| 1    | Daniele Bennati     | Italia    | 8h53'03" |
| 2    | Sonny Colbrelli     | Bardiani  | s.t.     |
| 3    | Giovanni Visconti   | Movistar  | s.t.     |
| 4    | Fabio Aru           | Astana    | a 3"     |
| 5    | Sam Bennett         | Bora      | a 6"     |
| 6    | Mark Cavendish      | Dimension | a 7"     |
| 7    | Filippo Pozzato     | Wilier    | s.t.     |
| 8    | Fabio Sabatini      | Italia    | s.t.     |
| 9    | Pierre-Luc Périchon | Fortuneo  | s.t.     |
| 10   | Aleksandr Kolobnev  | Gazprom   | s.t.     |

### Classifica a punti
| Pos. | Corridore         | Squadra   | Punti |
| ---- | ----------------- | --------- | ----- |
| 1    | Sam Bennett       | Bora      | 66    |
| 2    | Giovanni Visconti | Movistar  | 64    |
| 3    | Sonny Colbrelli   | Bardiani  | 47    |
| 4    | Mark Cavendish    | Dimension | 44    |
| 5    | Daniele Bennati   | Italia    | 40    |

### Classifica giovani
| Pos. | Corridore          | Squadra  | Tempo    |
| ---- | ------------------ | -------- | -------- |
| 1    | Colin Stüssi       | Roth     | 8h53'10" |
| 2    | Élie Gesbert       | Fortuneo | s.t.     |
| 3    | Richard Carapaz    | Movistar | s.t.     |
| 4    | Miguel Ángel López | Astana   | s.t.     |
| 5    | Julen Amezqueta    | Wilier   | a 48"    |